# Amerikaans voetbalelftal (vrouwen)

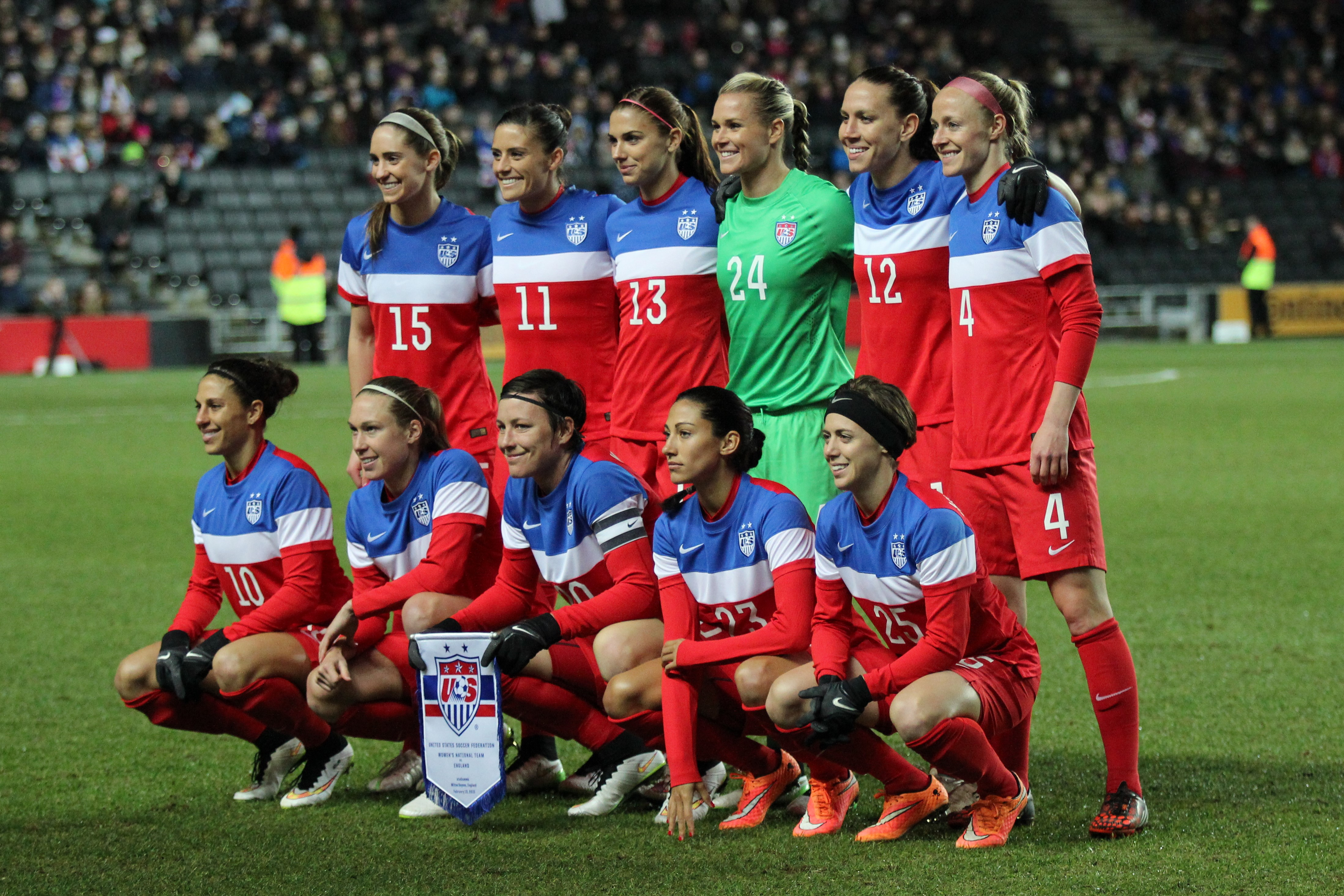
Het elftal in 2015

Het Amerikaans vrouwenvoetbalelftal is een voetbalteam dat uitkomt voor de Verenigde Staten bij internationale wedstrijden. Het Amerikaanse vrouwenelftal is het meest succesvolle ter wereld met vier wereldtitels, vier olympische titels en acht CONCACAF Gold Cup-titels. Daarnaast werden ook twee gouden medailles behaald op de Pan-Amerikaanse Spelen.

## Prestaties op eindronden

### Wereldkampioenschap
| Jaar   | Resultaat      | Wed | W  | G | V | DV  | DT |
| ------ | -------------- | --- | -- | - | - | --- | -- |
| 1991   | Kampioen       | 6   | 6  | 0 | 0 | 25  | 5  |
| 1995   | Derde plaats   | 6   | 4  | 1 | 1 | 15  | 5  |
| 1999   | Kampioen       | 6   | 5  | 1 | 0 | 18  | 3  |
| 2003   | Derde plaats   | 6   | 5  | 0 | 1 | 15  | 5  |
| 2007   | Derde plaats   | 6   | 4  | 1 | 1 | 12  | 7  |
| 2011   | Runner-up      | 6   | 3  | 2 | 1 | 13  | 7  |
| 2015   | Kampioen       | 7   | 6  | 1 | 0 | 14  | 3  |
| 2019   | Kampioen       | 7   | 7  | 0 | 0 | 26  | 3  |
| / 2023 | Achtste finale | 4   | 1  | 3 | 0 | 4   | 1  |
| Totaal | 9/9            | 53  | 41 | 9 | 4 | 142 | 39 |

### Olympische Spelen
| Jaar   | Resultaat    | Wed | W  | G | V | DV | DT |
| ------ | ------------ | --- | -- | - | - | -- | -- |
| 1996   | Kampioen     | 5   | 4  | 1 | 0 | 9  | 3  |
| 2000   | Tweede       | 6   | 4  | 1 | 1 | 9  | 5  |
| 2004   | Kampioen     | 6   | 5  | 1 | 0 | 12 | 4  |
| 2008   | Kampioen     | 6   | 5  | 0 | 1 | 12 | 5  |
| 2012   | Kampioen     | 6   | 6  | 0 | 0 | 16 | 6  |
| 2016   | Kwartfinale  | 4   | 2  | 2 | 0 | 6  | 3  |
| 2020   | Derde plaats | 6   | 2  | 2 | 2 | 12 | 7  |
| 2024   | Kampioen     | 6   | 6  | 0 | 0 | 12 | 2  |
| Totaal | 8/8          | 44  | 33 | 7 | 4 | 88 | 38 |

### CONCACAF-kampioenschap
| Jaar   | Resultaat     | Wed           | W             | G             | V             | DV            | DT            |
| ------ | ------------- | ------------- | ------------- | ------------- | ------------- | ------------- | ------------- |
| 1991   | Kampioen      | 5             | 5             | 0             | 0             | 49            | 0             |
| 1993   | Kampioen      | 3             | 3             | 0             | 0             | 13            | 0             |
| 1994   | Kampioen      | 4             | 4             | 0             | 0             | 36            | 1             |
| 1998   | Geen deelname | Geen deelname | Geen deelname | Geen deelname | Geen deelname | Geen deelname | Geen deelname |
| 2000   | Kampioen      | 5             | 4             | 1             | 0             | 24            | 1             |
| / 2002 | Kampioen      | 5             | 5             | 0             | 0             | 24            | 1             |
| 2006   | Kampioen      | 2             | 2             | 0             | 0             | 4             | 1             |
| 2010   | Derde plaats  | 5             | 4             | 0             | 1             | 22            | 2             |
| 2014   | Kampioen      | 5             | 5             | 0             | 0             | 21            | 0             |
| 2018   | Kampioen      | 5             | 5             | 0             | 0             | 26            | 0             |
| 2022   | Kampioen      | 5             | 5             | 0             | 0             | 13            | 0             |
| Totaal | 10/11         | 44            | 42            | 1             | 1             | 232           | 6             |

### Pan-Amerikaanse Spelen
| Jaar   | Resultaat     | Wed           | W             | G             | V             | DV            | DT            |
| ------ | ------------- | ------------- | ------------- | ------------- | ------------- | ------------- | ------------- |
| 1999   | Kampioen      | 6             | 5             | 1             | 0             | 22            | 2             |
| 2003   | Geen deelname | Geen deelname | Geen deelname | Geen deelname | Geen deelname | Geen deelname | Geen deelname |
| 2007   | Runner-up     | 6             | 4             | 0             | 2             | 17            | 11            |
| 2011   | Geen deelname | Geen deelname | Geen deelname | Geen deelname | Geen deelname | Geen deelname | Geen deelname |
| 2015   | Geen deelname | Geen deelname | Geen deelname | Geen deelname | Geen deelname | Geen deelname | Geen deelname |
| Totaal | 2/5           | 12            | 9             | 1             | 2             | 39            | 13            |

## Topscoorsters
| Plaats | Speelstersnaam | Doelpunten | Interlands | Gemiddelde | Periode   | Opmerkingen |
| ------ | -------------- | ---------- | ---------- | ---------- | --------- | --- |
| 1      | Abby Wambach   | 184        | 255        | 0.72       | 2001–2015 | 6× 3 doelpunten in 1 wedstrijd, 1× 4 doelpunten in 1 wedstrijd, 1× 5 doelpunten in 1 wedstrijd                                                                           |
| 2      | Mia Hamm       | 158        | 275        | 0.57       | 1987–2004 | 10× 3 doelpunten in 1 wedstrijd |
| 3      | Kristine Lilly | 130        | 352        | 0.37       | 1987–2010 | 1× 3 doelpunten in 1 wedstrijd |
| 4      | Carli Lloyd    | 122        | 291        | 0.42       | 2005–2021 | 8× 3 doelpunten in 1 wedstrijd |
| 5      | Michelle Akers | 105        | 153        | 0.69       | 1985–2000 | 7× 3 doelpunten in 1 wedstrijd, 1× 5 doelpunten in 1 wedstrijd, meeste doelpunten in een jaar (39/1991) meeste interlands achter elkaar met minstens 1 doelpunt (9/1991) |

## FIFA-wereldranglijst
Betreft klassering aan het einde van het jaar
| 2003 | 2004 | 2005 | 2006 | 2007 | 2008 | 2009 | 2010 | 2011 | 2012 | 2013 | 2014 | 2015 | 2016 | 2017 | 2018 | 2019 |
| ---- | ---- | ---- | ---- | ---- | ---- | ---- | ---- | ---- | ---- | ---- | ---- | ---- | ---- | ---- | ---- | ---- |
| 2    | 2    | 2    | 2    | 2    | 1    | 1    | 1    | 1    | 1    | 1    | 2    | 1    | 1    | 1    | 1    | 1    |

## Selecties

### Huidige selectie
Interlands en doelpunten bijgewerkt tot en met de WK-finale Verenigde Staten  (2 - 0)  Nederland op 7 juli 2019.
|                        |                          |      |        |                        |        |
|                        |                          |      |        |                        |        |
|                        |                          |      |        |                        |        |
|                        |                          |      |        |                        |        |
|                        |                          |      |        |                        |        |
| Nr.                    | Naam                     | Wed. | Dlpnt. | Club                   | Debuut |
| Doel                   |                          |      |        |                        |        |
| 1                      | Alyssa Naeher 36 jaar    | 53   | 0      | Chicago Red Stars      | 2014   |
| 18                     | Ashlyn Harris 39 jaar    | 21   | 0      | Orlando Pride          | 2013   |
| 21                     | Adrianna Franch 34 jaar  | 1    | 0      | Portland Thorns        | 2019   |
| Verdediging            |                          |      |        |                        |        |
| 4                      | Becky Sauerbrunn 39 jaar | 164  | 0      | Utah Royals            | 2013   |
| 5                      | Kelley O'Hara 36 jaar    | 124  | 2      | Utah Royals            | 2010   |
| 7                      | Abby Dahlkemper 31 jaar  | 47   | 0      | North Carolina Courage | 2013   |
| 11                     | Ali Krieger 40 jaar      | 103  | 1      | Orlando Pride          | 2008   |
| 12                     | Tierna Davidson 26 jaar  | 21   | 1      | Chicago Red Stars      | 2013   |
| 14                     | Emily Sonnet 31 jaar     | 34   | 0      | Portland Thorns        | 2015   |
| 19                     | Crystal Dunn 32 jaar     | 92   | 24     | North Carolina Courage | 2013   |
| Middenveld             |                          |      |        |                        |        |
| 3                      | Sam Mewis 32 jaar        | 56   | 14     | North Carolina Courage | 2014   |
| 6                      | Morgan Brian 32 jaar     | 83   | 6      | Chicago Red Stars      | 2013   |
| 8                      | Julie Ertz 32 jaar       | 88   | 19     | Chicago Red Stars      | 2013   |
| 9                      | Lindsey Horan 30 jaar    | 74   | 10     | Portland Thorns        | 2013   |
| 16                     | Rose Lavelle 29 jaar     | 33   | 9      | Washington Spirit      | 2017   |
| 20                     | Allie Long 37 jaar       | 46   | 6      | Reign FC               | 2014   |
| Aanval                 |                          |      |        |                        |        |
| 2                      | Mallory Pugh 26 jaar     | 56   | 17     | Washington Spirit      | 2016   |
| 10                     | Carli Lloyd 42 jaar      | 281  | 113    | Sky Blue FC            | 2005   |
| 13                     | Alex Morgan 35 jaar      | 169  | 107    | Orlando Pride          | 2010   |
| 15                     | Megan Rapinoe 39 jaar    | 158  | 50     | Reign FC               | 2006   |
| 17                     | Tobin Heath 36 jaar      | 156  | 30     | Portland Thorns        | 2008   |
| 22                     | Jessica McDonald 37 jaar | 8    | 2      | North Carolina Courage | 2016   |
| 23                     | Christen Press 36 jaar   | 123  | 49     | Utah Royals            | 2013   |
| Bondscoach: Jill Ellis |                          |      |        |                        |        |

(Nr.= basiself, Nr. + Wed. = , Nr. + Wed. = , Nr. + Wed. = volledige wedstrijd, Dlpnt. = gescoord, 0 = penalty gestopt)

### Wereldkampioenschap
| Selectie van de Verenigde Staten bij het Wereldkampioenschap 2007 | Selectie van de Verenigde Staten bij het Wereldkampioenschap 2007 | Selectie van de Verenigde Staten bij het Wereldkampioenschap 2007 | Selectie van de Verenigde Staten bij het Wereldkampioenschap 2007 | Selectie van de Verenigde Staten bij het Wereldkampioenschap 2007 |
| №                                                                 | Naam                                                              | Wed.                                                              | Dlpnt.                                                            | Club                                                              |
| ----------------------------------------------------------------- | ----------------------------------------------------------------- | ----------------------------------------------------------------- | ----------------------------------------------------------------- | ----------------------------------------------------------------- |
| Doel                                                              |                                                                   |                                                                   |                                                                   |                                                                   |
| 1                                                                 | Briana Scurry                                                     |                                                                   |                                                                   | Massachusetts                                                     |
| 18                                                                | Hope Solo                                                         |                                                                   |                                                                   | Washington Huskies                                                |
| 21                                                                | Nicole Barnhart                                                   |                                                                   |                                                                   | California Storm                                                  |
| Verdediging                                                       |                                                                   |                                                                   |                                                                   |                                                                   |
| 2                                                                 | Marian Dougherty                                                  |                                                                   |                                                                   | Santa Clara Broncos                                               |
| 3                                                                 | Christie Rampone                                                  |                                                                   |                                                                   | Monmouth University                                               |
| 4                                                                 | Cat Whitehill                                                     |                                                                   |                                                                   | New Jersey Wildcats                                               |
| 8                                                                 | Tina Ellertson                                                    |                                                                   |                                                                   | Washington Huskies                                                |
| 14                                                                | Stephanie Cox                                                     |                                                                   |                                                                   | Portland Pilots                                                   |
| 15                                                                | Kate Markgraf                                                     |                                                                   |                                                                   | Notre Dame                                                        |
| Middenveld                                                        |                                                                   |                                                                   |                                                                   |                                                                   |
| 7                                                                 | Shannon Boxx                                                      |                                                                   |                                                                   | Notre Dame                                                        |
| 10                                                                | Aly Wagner                                                        |                                                                   |                                                                   | Santa Clara Broncos                                               |
| 11                                                                | Carli Lloyd                                                       |                                                                   |                                                                   | Rutgers Scarlet Knights                                           |
| 12                                                                | Leslie Osborne                                                    |                                                                   |                                                                   | Santa Clara Broncos                                               |
| 13                                                                | Kristine Lilly                                                    |                                                                   |                                                                   | North Carolina Tar Heels                                          |
| 16                                                                | Angela Hucles                                                     |                                                                   |                                                                   | Virginia Cavaliers                                                |
| 17                                                                | Lori Chalupny                                                     |                                                                   |                                                                   | River Cities FC                                                   |
| 19                                                                | Marci Jobson                                                      |                                                                   |                                                                   | Southern Methodist                                                |
| Aanval                                                            |                                                                   |                                                                   |                                                                   |                                                                   |
| 5                                                                 | Lindsay Tarpley                                                   |                                                                   |                                                                   | North Carolina Tar Heels                                          |
| 6                                                                 | Natasha Kai                                                       |                                                                   |                                                                   | Hawaii Rainbow Wahine                                             |
| 9                                                                 | Heather O'Reilly                                                  |                                                                   |                                                                   | New Jersey Wildcats                                               |
| 20                                                                | Abby Wambach                                                      |                                                                   |                                                                   | Universiteit van Florida                                          |
| Bondscoach: Greg Ryan                                             |                                                                   |                                                                   |                                                                   |                                                                   |

| Doel                   |                    |  |  |                        |
| 1                      | Hope Solo          |  |  | Reign FC               |
| 18                     | Ashlyn Harris      |  |  | Orlando Pride          |
| 21                     | Alyssa Naeher      |  |  | Portland Thorns        |
| Verdediging            |                    |  |  |                        |
| 3                      | Christie Rampone   |  |  | Sky Blue FC            |
| 4                      | Becky Sauerbrunn   |  |  | Kansas City            |
| 5                      | Kelley O'Hara      |  |  | Sky Blue FC            |
| 6                      | Whitney Engen      |  |  | Western New York Flash |
| 11                     | Ali Krieger        |  |  | Orlando Pride          |
| 16                     | Lori Chalupny      |  |  | Chicago Red Stars      |
| 19                     | Julie Johnston     |  |  | Chicago Red Stars      |
| 22                     | Meghan Klingenberg |  |  | Houston Dash           |
| Middenveld             |                    |  |  |                        |
| 7                      | Shannon Boxx       |  |  | Chicago Red Stars      |
| 9                      | Heather O'Reilly   |  |  | Kansas City            |
| 10                     | Carli Lloyd        |  |  | Houston Dash           |
| 12                     | Lauren Holiday     |  |  | Kansas City            |
| 14                     | Morgan Brian       |  |  | Houston Dash           |
| 15                     | Megan Rapinoe      |  |  | Reign FC               |
| 17                     | Tobin Heath        |  |  | Portland Thorns        |
| Aanval                 |                    |  |  |                        |
| 2                      | Sydney Leroux      |  |  | Western New York Flash |
| 8                      | Amy Rodriguez      |  |  | Kansas City            |
| 13                     | Alex Morgan        |  |  | Portland Thorns        |
| 20                     | Abby Wambach       |  |  | Geen club              |
| 23                     | Christen Press     |  |  | Chicago Red Stars      |
| Bondscoach: Jill Ellis |                    |  |  |                        |

| Selectie van de Verenigde Staten bij het Wereldkampioenschap 2019 | Selectie van de Verenigde Staten bij het Wereldkampioenschap 2019 | Selectie van de Verenigde Staten bij het Wereldkampioenschap 2019 | Selectie van de Verenigde Staten bij het Wereldkampioenschap 2019 | Selectie van de Verenigde Staten bij het Wereldkampioenschap 2019 |
| №                                                                 | Naam                                                              | Wed.                                                              | Dlpnt.                                                            | Club                                                              |
| ----------------------------------------------------------------- | ----------------------------------------------------------------- | ----------------------------------------------------------------- | ----------------------------------------------------------------- | ----------------------------------------------------------------- |
| Doel                                                              |                                                                   |                                                                   |                                                                   |                                                                   |
| 1                                                                 | Alyssa Naeher 31 jaar                                             | 7 (53)                                                            | -3, 0                                                             | Chicago Red Stars                                                 |
| 18                                                                | Ashlyn Harris 33 Jaar                                             | 0 (21)                                                            | 0                                                                 | Orlando Pride                                                     |
| 21                                                                | Adrianna Franch 28 jaar                                           | 0 (1)                                                             | 0                                                                 | Portland Thorns                                                   |
| Verdediging                                                       |                                                                   |                                                                   |                                                                   |                                                                   |
| 4                                                                 | Becky Sauerbrunn 34 jaar                                          | 6 (164)                                                           | 0                                                                 | Utah Royals                                                       |
| 5                                                                 | Kelley O'Hara 30 jaar                                             | 6 (124)                                                           | 0 (2)                                                             | Utah Royals                                                       |
| 7                                                                 | Abby Dahlkemper 26 jaar                                           | 7 (47)                                                            | 0                                                                 | North Carolina Courage                                            |
| 11                                                                | Ali Krieger 34 jaar                                               | 3 (103)                                                           | 0 (1)                                                             | Orlando Pride                                                     |
| 12                                                                | Tierna Davidson 20 jaar                                           | 1 (21)                                                            | 0 (1)                                                             | Chicago Red Stars                                                 |
| 14                                                                | Emily Sonnet 25 jaar                                              | 1 (34)                                                            | 0                                                                 | Portland Thorns                                                   |
| 19                                                                | Crystal Dunn 27 jaar                                              | 6 (92)                                                            | 0 (24)                                                            | North Carolina Courage                                            |
| Middenveld                                                        |                                                                   |                                                                   |                                                                   |                                                                   |
| 3                                                                 | Sam Mewis 26 jaar                                                 | 6 (56)                                                            | 2 (14)                                                            | North Carolina Courage                                            |
| 6                                                                 | Morgan Brian 26 jaar                                              | 1 (83)                                                            | 0 (6)                                                             | Chicago Red Stars                                                 |
| 8                                                                 | Julie Ertz 27 jaar                                                | 6 (88)                                                            | 1 (19)                                                            | Chicago Red Stars                                                 |
| 9                                                                 | Lindsey Horan 25 jaar                                             | 6 (74)                                                            | 2 (10)                                                            | Portland Thorns                                                   |
| 16                                                                | Rose Lavelle 24 jaar                                              | 6 (33)                                                            | 3 (9)                                                             | Washington Spirit                                                 |
| 20                                                                | Allie Long 31 jaar                                                | 1 (46)                                                            | 0 (6)                                                             | Reign FC                                                          |
| Aanval                                                            |                                                                   |                                                                   |                                                                   |                                                                   |
| 2                                                                 | Mallory Pugh 21 jaar                                              | 3 (56)                                                            | 1 (17)                                                            | Washington Spirit                                                 |
| 10                                                                | Carli Lloyd 36/37 jaar                                            | 7 (281)                                                           | 3 (113)                                                           | Sky Blue FC                                                       |
| 13                                                                | Alex Morgan 29/30 jaar                                            | 6 (169)                                                           | 6 (107)                                                           | Orlando Pride                                                     |
| 15                                                                | Megan Rapinoe 33/34 jaar                                          | 5 (158)                                                           | 6 (50)                                                            | Reign FC                                                          |
| 17                                                                | Tobin Heath 31 jaar                                               | 6 (156)                                                           | 0 (30)                                                            | Portland Thorns                                                   |
| 22                                                                | Jessica McDonald 31 jaar                                          | 1 (8)                                                             | 0 (2)                                                             | North Carolina Courage                                            |
| 23                                                                | Christen Press 30 jaar                                            | 7 (123)                                                           | 1 (49)                                                            | Utah Royals                                                       |
| Bondscoach: Jill Ellis                                            |                                                                   |                                                                   |                                                                   |                                                                   |